# Эффект Трокслера

Закройте один глаз ладонью. Обоприте локти на стол и зафиксируйте голову руками на расстоянии 15-30 см от изображения. Открытым глазом зафиксируйте крестик в центре и не переводите взгляд в течение нескольких секунд. Если необходимая неподвижность будет достигнута, фиолетовые пятна исчезнут. В случае затруднений используйте увеличенное изображение.

Эффект Трокслера или феномен Трокслера — физиологический феномен в области визуального восприятия. Впервые описан швейцарским врачом, философом и политиком Игнацом Трокслером в 1804 году.

## Описание эффекта
Проявление феномена заключается в прекращении восприятия визуального раздражителя, занимающего строго постоянное положение по отношению к сетчатке глаза.

## Биологическое значение

Используйте увеличенное изображение. Правила использования рисунка аналогичны работе с изображением выше.

Особенность строения глаза позвоночных животных заключается в расположении ветвей центральных артерии и вены сетчатки перед её рецепторами . Такое строение глаза приводит к тому, что капилляры  затеняют рецепторы сетчатки, что в отсутствие компенсаторного механизма приводило бы к нарушению целостности восприятия.
Особенность оптической компенсации заключается в «вырезании» мозгом неподвижных участков изображения на сетчатке. Поскольку в нормальном состоянии глаза животного зафиксированы на объекте лишь короткое время (глаза человека фиксируются на визуально выраженном объекте в течение 0,2-0,6 с после чего происходит скачкообразное перемещение глаз (саккада), то единственным неподвижным объектом по отношению к сетчатке остаются лишь структурные элементы самого глаза. Таким образом, убирая длительное время находящиеся в поле зрения неподвижные объекты, появляется возможность маскировать дефекты самого глаза (в том числе дефекты хрусталика и стекловидного тела, царапины роговицы и т. д.).

### Ограничения
Возникновение эффекта Трокслера отчасти ограничено угловыми размерами и положением объекта по отношению к оптической оси глаза.
Так как в области жёлтого пятна сетчатки отсутствует слой капилляров, то и потребности в компенсации нет. Следствием этого является проявление феномена только в области периферического зрения. Вторым ограничением для возникновения компенсации является размер изображения на сетчатке. Ввиду того, что диаметр капилляров мал, то прекращение восприятия заведомо больших неподвижных объектов не происходит.

## Наблюдение
1. Испытуемый закрепляет на одной стороне носа 2-3 кусочка тёмной бумаги диаметром 2-3 мм
2. Испытуемый фиксирует голову руками, опустив локти на стол и сохраняя полную неподвижность.
3. Испытуемый фиксирует взгляд на одном из отрезков бумаги на носу и не мигает до прекращения визуального восприятия.